# Дерда III Елимийски
Дерда III (на старогръцки: Δέρδας Γ) е македонски благородник от Горна Македония.
Вероятно е роден в Елимия. Дерда III вероятно е син на Дерда II Елимийски, владетел на Елимия. Самият Дерда III е владетел на Елимия от 360 до 355 година пр. Хр. Брат е на съпругата на Филип II Македонски Фила и на Махата.